# 第16期本因坊戦
第16期本因坊戦（だい16きほんいんぼうせん）は、1959年（昭和34年）に開始され、本因坊9連覇中の高川秀格と、2度目の挑戦者となる坂田栄男九段による七番勝負が1960年4月から行われ、坂田が4勝1敗で本因坊位を奪取し、本因坊栄寿と号した。

## 方式
- 参加棋士 : 日本棋院・関西棋院の棋士の初段以上。
- 予選は、日本棋院と関西棋院それぞれで、1次予選、2次予選を行い、その勝ち抜き者による合同の3次予選で4名の新規リーグ参加者を決める。
- 挑戦者決定リーグ戦は、前期シード者と新参加4名を加えた8名で行う。
- コミは4目半。
- 持時間は、リーグ戦、挑戦手合は各10時間。

## 経過

### 予選トーナメント
新規リーグ参加者は、橋本宇太郎九段、窪内秀知九段、橋本昌二九段（初参加）、島村俊宏九段の4名。

### 挑戦者決定リーグ
リーグ戦は前期シードの、前期挑戦者藤沢秀行、及び坂田栄男、木谷實、前田陳爾と新参加4名で、1960年1月から3月30-31日までで行われた。結果は木谷實と前3期連続2位の坂田栄男が6勝1敗の同率1位となり、プレーオフを制した坂田が第6期以来10年ぶりで2度目の挑戦者となった。このプレーオフ戦は1961年4月21-22日に行われ、序盤は先番木谷優勢だったが、終盤に時間に追われた木谷にミスが出て逆転、午前2時59分終局の熱戦で、白番坂田が3目半勝した。

### 挑戦手合七番勝負
高川本因坊に坂田が挑戦する七番勝負は5月から開始された。この時最高位、最強位などのタイトルを持つ坂田との七番勝負は、黄金カードとも呼ばれた。高川と坂田のこれまでの対戦成績は圧倒的に坂田がよく、10年前に橋本宇太郎本因坊に敗れて以来の挑戦者となった坂田を「10年目の恋人」とも書かれ、高川も七番勝負の豊富では「10年目に、やっと恋人にめぐり会ったような気持ちです」と語り、また戦前の予想では「芸で坂田が上回り、勝負経験では高川がまさる」でほぼ互角か、坂田がやや有利と言われていた。
第1局は東京本郷の竜岡で行われ、白番高川が序盤右上隅で見落としがあって黒が優勢となるが、その後に黒のミスもあって形勢が接近したが、黒が振り切って坂田の中押勝となった。第2局は白番坂田が序盤に右上隅のシノギでもたついたが、追い上げて、終局時には高川は半目勝ちと思っていたというが、白番坂田が1目半勝とした。第3局も高川の好局だったが、接戦を制して坂田が半目勝して3連勝。2局目では終局まで高川が自分の半目勝だと思っており、3局目でも坂田は半目以上いいと思っていて、終局後に立会人に作り直しを求めたほど、両対局者に疲労が目立っていた。
第4局は高川が完勝で、1勝を返した。第5局は山形県米沢市白布高湯温泉の中沢旅館で行われ、先番坂田が序盤に上辺を大きな地にして優勢となったが、白は右辺でコウを仕掛ける勝負手で微細の形勢に持ち込む。双方にヨセでミスが出て、一時は白優勢かと思われたが、黒に妙手が出て、半目勝。高川は10連覇を逃し、坂田が初の本因坊位に就いた。

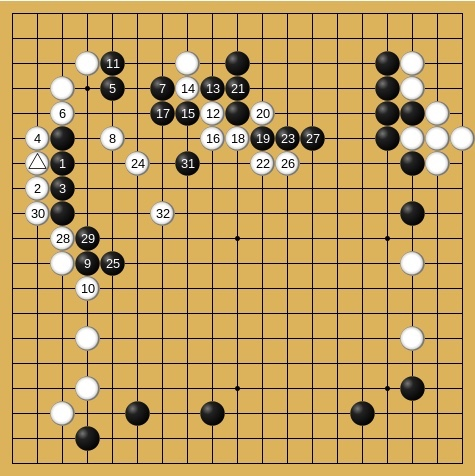
図1（35-66手目）

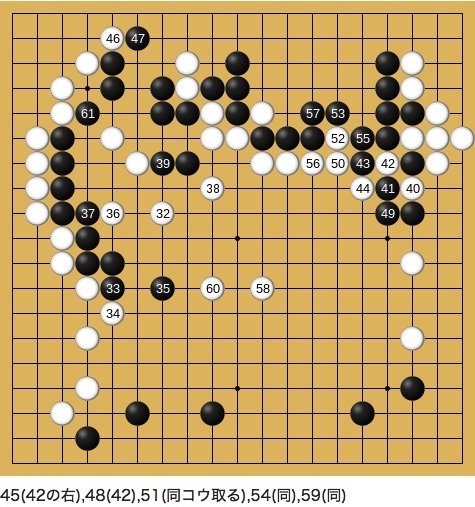
図2（66-95手目）

（図1）白（高川）は、上辺の3間ビラキをカバーするために、左辺△から黒を追い立てながら守る調子を求めたのに対し、黒1（35手目）から地の損を辛抱し、黒5の筋から封鎖を狙った。白も6と反発し、黒7から11と気合の進行となる。そこで白12の筋から左辺黒に圧力をかけるが、黒19のハネが、20のノビを予想していた白の意表をついた頑張りで、黒27まで30目以上の確定地となり、18の下の断点も残り、黒が優位に立った。白も28、30と味よく渡りながら黒の一団を睨んで粘っているが、黒31が絶好点。
（図2）しかし黒35が逃げの気分の手で、36にカケツイで白の薄みを狙うべきだった。逆に白36、38で白の形が整い、続く白40からのコウが勝負手だった。白からは46のコウ材が用意されており、黒がもし右辺のコウを解消すると、白47の右、黒32の右にツケコシで、中央の白と攻め合いになるが、この攻め合いは白がいい。結局白56まで利かして差が縮まった。白58が高川らしい茫漠とした緩い攻めの好手で、黒61とダメを繋がる手を打たされて、白は下辺に先着して細かい形勢になった。黒59のコウ取りでは打ちにくいが60とツメているのが急所だった。この後双方に細かいミスが出て、一時は白優勢にもなったが、終盤になって中央白地の中の一子を動き出す213手目が妙手で、黒半目勝となった。
この時も高川は疲労がひどく、主催者の毎日新聞社では医師を呼んで、休憩時間に両対局者に栄養剤を注射するという場面もあった。終局時は、尾崎一雄の観戦記では、「黒51（251手目）が打たれるとともに、高川本因坊、軽くうなずくようにした。すると坂田九段、特色あるカン高い声で『私の方が半目いいんじゃないですか、そうでしょう?』そういうと、確かめるように観戦席を見た。」とある。感想戦はあまりやらずに、敗者である高川が立ち上がると、対局場に詰めかけていた地元のファンの間から拍手が沸き起こった。
坂田が10年前に橋本宇太郎に挑戦したときは、3勝1敗から3連敗して敗退した坂田だったが、半目勝2局の幸運も引き寄せて渾身の勝利をもぎ取った。毎日新聞の山形支局では号外を出し、坂田は『坂田一代』の中で「苦節十年、やっと報いられた喜びを噛みしめた。翌日、私はまっすぐ東京の家へ帰った。汽車はもどかしいほど、ノロノロ走った」とこの時について語っている。10連覇を逃した高川は、書家の柳田泰雲から「九期でちょうどよかったんですよ。プロの段だって九段止まりでしょう。十は完全な数で、神様の数。九まで行けば人間として最高なんです」と慰められた。

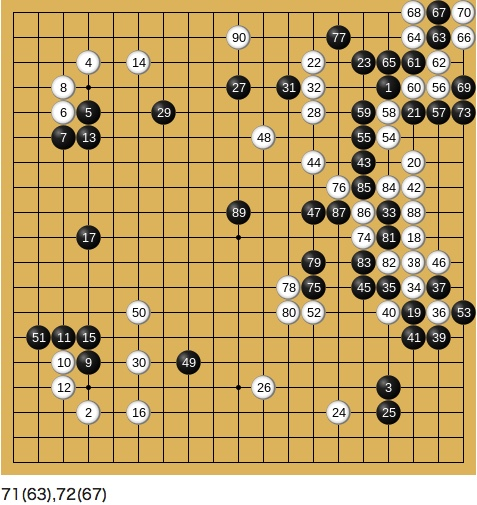
七番勝負第1局（1-90手目）

この年、坂田は日本棋院第一位決定戦、王座戦でも高川とタイトルを争って勝利し、さらに最高位、日本最強位、日本棋院選手権戦、NHK杯も優勝して七冠となった。また40代半ばの高川は「50歳限界説」を唱えて話題になった。

## 対局譜
黒5、7に続いて9にカカって17までとする打ち方は趣向と呼ばれたが、その後は一般化している。黒33に白34と反発して、戦いになったが、白54が高川の見損じで、黒73の時に白77とワタるのが先手になると錯覚していた。これで白の大損となったが、黒75、81も決め手を逃しており、白88と二子取って生きては、形勢は接近した。その後白は上辺黒の切断を睨みながら左辺を荒らしにいく勝負手を放つが、続いて自らのダメを詰める悪手があり、黒の坂田が第1局を制した。

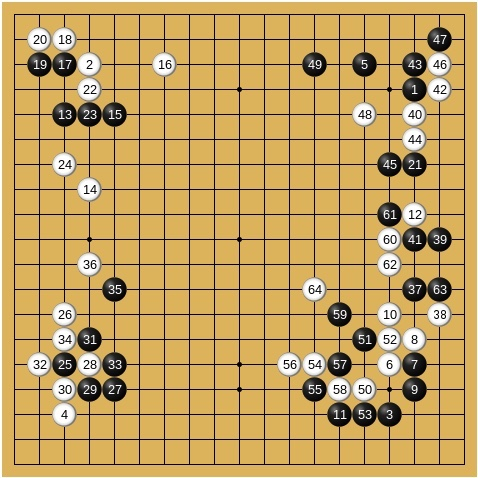
同率決勝戦（1-64手目）

坂田はリーグ戦では木谷に敗れていたが、この局では木谷の逆をとって地に辛い碁を打とうとした。黒25に対する26から34のワタリにそれが現れている。白40も苦心の手で、黒が上ハネや下ハネならさばく手を狙っている。白60から持って行ったのが巧手で、右下の白が直接逃げ出すのでは右上の白ともカラミ攻めになって苦しい。白62から64の大がけが成立して、白は51、57の二子を切り取って生きることに成功した。黒は右上の白に猛攻をかけるが、白はこれをシノいで、左上の黒を攻める態勢となって、優勢を確立し、白番3目半勝となった。この二日目の夜に坂田は老眼鏡を取り出し、これが坂田が眼鏡をかけて対局する最初だった。
坂田は、過去本因坊戦リーグでは毎年挑戦者候補候補の筆頭に挙げられていたなら、2回プレーオフに敗れるなど壁を突破できず、「私の性格は勝負師には向いていない」とこの頃はよくぼやいていたが、この碁ではシノギの力を発揮して激しい読み合いを制した。